# Yastika Bhatia
Yastika Harish Bhatia (Gujarati યાસ્તિકા ભાટિયા; * 1. November 2000 in Vadodara, Indien) ist eine indische Cricketspielerin, die seit 2021 für die indische Nationalmannschaft spielt.

## Kindheit und Ausbildung
Bhatia begann mit dem Cricket, als sie acht Jahre alt war. Danach war sie beim Youth Service Centre und wurde dort zunächst als Fast Bowlerin, dann als Wicket-Keeper-Batterin ausgebildet. Im Jahr 2019 war sie Kapitänin des U23-Teams von Baroda. Als Teil des A-Teams konnte sie den Women’s Emerging Asia Cup gewinnen.

## Aktive Karriere
Im nationalen Cricket spielt sie für Baroda. Sie wurde für das Nationalteam für die WODI-Serie gegen Südafrika im Frühjahr 2021 nominiert, spielte jedoch nicht. Ihr Debüt in der Nationalmannschaft gab sie dann bei der Tour in Australien. In der WODI-Serie konnte sie im dritten Spiel mit 64 Runs ihr erstes Half-Century erzielen. Auch absolvierte sie bei der Tour ihren ersten WTest und ihr erstes WTWenty20. Nachdem sie auch die folgende Tour in Neuseeland absolvierte wurde sie für den Women’s Cricket World Cup 2022 nominiert.